# 브로세큰귀박쥐
브로세큰귀박쥐(Micronycteris brosseti)는 주걱박쥐과(신세계잎코박쥐류)에 속하는 남아메리카 박쥐의 일종이다. 브라질과 프랑스령 기아나, 기아나 그리고 페루에서 발견된다. 먹이는 곤충이고 과일을 먹기도 하며, 정확한 개체수는 알려져 있지 않다. 유일한 멸종 위협 요인은 산림 벌채이다.